# 삼천만의 꽃다발
"삼천만의 꽃다발"은 한국에서 제작된 신경균 감독의 1951년 영화이다. 최현 등이 주연으로 출연하였고 신경균 등이 제작에 참여하였다.

## 출연

### 주연
- 최현
- 황여희
- 복혜숙
- 양일민

## 기타
- 조명: 함완섭
- 녹음: 이경순